# Economie di rete

Il diagramma illustra le economie di rete in alcune semplici reti telefoniche. Le linee rappresentano potenziali chiamate tra telefoni. Man mano che il numero di telefoni collegati alla rete cresce, il numero di potenziali chiamate disponibili per ogni telefono cresce e aumenta l'utilità di ogni telefono, nuovo ed esistente.

Un'economia di rete (chiamata anche esternalità di rete o economia di scala dal lato della domanda) è l'effetto descritto in economia e business che un utente aggiuntivo di un bene o servizio ha sul valore di quel prodotto rispetto ad altri. Quando è presente un effetto di rete, il valore di un prodotto o servizio aumenta in base al numero di altri utenti.
L'economia di rete può creare un effetto carrozzone poiché più la rete diventa preziosa e più persone si uniscono, più sarà positivo il ciclo di retroazione.
Il classico esempio è il telefono, dove un maggior numero di utenti aumenta il valore di ciascuno. Un'esternalità positiva si crea quando un telefono viene acquistato senza che il suo proprietario intenda creare valore per gli altri utenti, ma lo fa indipendentemente. I social network funzionano allo stesso modo, siti come Twitter e Facebook aumentano il proprio valore per ogni membro che si iscrive.
L'espressione "effetto rete" si applica alle esternalità positive della rete, come nel caso del telefono. Possono verificarsi anche esternalità negative della rete, dove un maggior numero di utenti rende un prodotto meno prezioso, ma sono più comunemente indicati come "congestione" (come congestione del traffico o congestione della rete).

## Origini
Le economie di rete erano un tema centrale nelle discussioni di Theodore Vail, primo presidente post-brevetto di Bell Telephone, che ottenne un monopolio sui servizi telefonici degli Stati Uniti. Nel 1908, quando presentò il concetto nella relazione annuale di Bell, erano presenti più di 4.000 centrali telefoniche locali e regionali, la maggior parte delle quali vennero inserite nel Bell System.
Le economie di rete sono state diffuse da Robert Metcalfe, dichiarate come legge di Metcalfe. Metcalfe è stato uno dei co-inventori di Ethernet e un co-fondatore della società 3com. Nel vendere il prodotto, Metcalfe sosteneva che i clienti avessero bisogno di schede Ethernet per superare una certa massa critica, se volevano raccogliere i benefici della loro rete.
Secondo Metcalfe, la logica alla base della vendita delle schede di rete era che il costo della rete era direttamente proporzionale al numero di schede installate, ma il valore della rete era proporzionale al quadrato del numero di utenti. Questo è stato espresso algebricamente come costo N e valore N². Mentre i numeri reali dietro questa proporzione non erano mai stabili, il concetto ha permesso ai clienti di condividere l'accesso alle risorse costose come hard disk e stampanti, posta elettronica ed infine di accedere ad Internet.
La teoria economica delle economie di rete è stata avanzata in modo significativo tra il 1985 e il 1995 dai ricercatori Michael L. Katz, Carl Shapiro, Joseph Farrell e Garth Saloner. L'autore e imprenditore high-tech Rod Beckstrom ha presentato un modello matematico per descrivere reti che sono in uno stato di positivo al BlackHat e Defcon nel 2009 e ha presentato anche l"effetto di rete inversa", con un modello economico per definirlo.

## Tipi di effetti di rete
In generale, esistono due tipi di economie di rete:
- Economie di rete dirette: un aumento dell'utilizzo porta ad un aumento diretto del valore per gli altri utenti. Ad esempio, i sistemi telefonici, i fax e i social network implicano un contatto diretto tra gli utenti. Un'economia di rete diretta è chiamata same-side network effect. Un esempio sono i giocatori online che beneficiano della partecipazione di altri giocatori.

- Economie di rete indirette: l'aumento dell'utilizzo di un prodotto o di un network spawn aumenta il valore di un prodotto o di una rete complementari, che a sua volta possono aumentare il valore dell'originale. Esempi di prodotti complementari includono software (come Office suite per sistemi operativi) e DVD (per lettori DVD). Questo è il motivo per cui Windows e Linux potrebbero competere non solo per gli utenti, ma per gli sviluppatori di software. Questo è anche chiamato cross-side network effect. La maggior parte dei mercati a due parti (o mercati mediati dalla piattaforma) sono caratterizzati da effetti di rete indiretti.

Inoltre, ci sono due fonti di valore economico che sono rilevanti quando si analizzano prodotti che mostrano economie di rete:
- Valore intrinseco: ricavo valore dal mio utilizzo del prodotto

- Valore di rete: ricavo valore dall'utilizzo del prodotto da parte di altre persone.

## Benefici
Le economie di rete diventano significative quando viene raggiunta una certa percentuale di iscrizioni, detta punto di massa critica. Quando si arriva al punto di massa critica, il valore ottenuto dal bene o servizio è maggiore o uguale al prezzo pagato per acquistarlo. Dato che il valore del bene è determinato dalla base di utenti, dopo che un certo numero di persone si sarà iscritto al servizio o avrà acquistato il bene, altre persone lo faranno perché il valore avrà superato il prezzo.
La chiave dev'essere quindi capire come attrarre utenti prima del raggiungimento della massa critica. Un modo è di fare affidamento su una motivazione estrinseca, come un pagamento, un'esenzione o una richiesta di far partecipare gli amici. Una strategia più naturale è quella di creare un sistema che abbia abbastanza valore senza economie di rete, almeno per gli early adopters; poi, con l'aumento degli utenti, il sistema diventa ancora più di valore ed è in grado attrarre una più vasta utenza.
Oltre la massa critica, l'incremento di iscrizioni di solito non può continuare indefinitamente. Dopo un certo punto, la maggior parte delle reti diventano congestionate o sature, impedendo ulteriori diffusioni. La congestione si verifica a causa dell'uso eccessivo. Si può fare l'analogia con una rete telefonica: finché il numero di utenti è inferiore al punto di congestione, ogni utente aggiuntivo porta valore aggiuntivo a ciascun altro cliente. Però, a un certo punto l'aggiunta di un altro utente supera la capacità del sistema; dopo questo punto, ogni utente aggiuntivo diminuisce il valore ottenuto da ciascun altro utente. In pratica, ogni utente aggiuntivo aumenta il carico totale del sistema, portando a problematiche come segnale occupato, impossibilità di mettersi in linea e assistenza clienti scadente. Supponendo che il punto di congestione sia inferiore alla potenziale grandezza del mercato, il punto critico successivo è dove il valore ottenuto di nuovo uguaglia il prezzo pagato. A questo punto la rete smetterà di crescere, se la capacità di sistema non sarà migliorata. I sistemi peer-to-peer (P2P) sono reti progettate per distribuire il carico tra i loro utilizzatori. Ciò, teoricamente, permette alle reti P2P di ingrandirsi indefinitamente. Il servizio telefonico Skype, basato sul P2P, beneficia dei suoi effetti, e la sua crescita è limitata solamente dalla saturazione del mercato. 
Le economie di rete sono spesso confuse con le economie di scala, ma ciò è dovuto più alla dimensione aziendale che alla interoperabilità. Per aiutare a distinguerle, si parla di economie di scala dal lato della domanda vs dal lato dell'offerta.  Le classiche economie di scala sono nella produzione, mentre le economie di rete si sviluppano nella domanda. Le economie di rete sono anche confuse con le economie di scopo. Visto il feedback positivo spesso associato all'effetto di rete, i sistemi dinamici possono essere usati come modello per descrivere il fenomeno. Anche il passaparola e il Bass diffusion model sono potenzialmente applicabili.

## Le esternalità negative di rete
Le esternalità negative di rete, in senso matematico, sono quelle che hanno un effetto negativo rispetto alle economie di rete normali (positive). Proprio come esternalità di rete positive (economie di rete) causano cicli di retroazione positivi e crescita esponenziale, le esternalità di rete negative creano cicli di retroazione negativa e un decadimento esponenziale. In natura, le esternalità negative della rete sono le forze che portano all'equilibrio, sono responsabili della stabilità e sono i limiti fisici che impediscono agli stati di raggiungere l'infinito.
- La congestione si verifica quando l'efficienza di una rete diminuisce man mano che sempre più persone la utilizzano, e questo riduce il valore alle persone che già lo utilizzano. La congestione del traffico che sovraccarica l'autostrada e la congestione della rete su una larghezza di banda limitata mostrano entrambe esternalità di rete negative.
- Il paradosso di Braess si verifica quando avviene il seguente fenomeno contro-intuitivo: rimuovendo i bordi da un selfish routing network si può ridurre l’inattività sostenuta da tutto il traffico in equilibrio.[3]

## Curve di domanda
La curva di domanda (cioè la relazione esistente fra prezzo del bene e quantità dello stesso richiesta dai consumatori) di un bene con esternalità di rete positive ha una forma parabolica (con la concavità rivolta verso il basso). Quando pochi consumatori hanno acquistato il bene (la dimensione della rete è ridotta), la disponibilità a pagare dell'individuo al margine (dell'ultimo membro che si aggiunge alla rete) è bassa; al crescere della dimensione, cresce la disponibilità a pagare (dunque è possibile alzare il prezzo, ma non per sempre). Quando la dimensione della rete è elevata, infatti, la disponibilità a pagare al margine ritorna bassa, perché ormai i consumatori potenziali residui sono quelli con un prezzo di riserva molto basso per il bene e, dunque, per invogliarli ad acquistare il bene il prezzo deve scendere di molto.
All’interno dei beni che godono di esternalità di rete negative, un grosso ruolo è giocato dai cosiddetti “beni di status” che, in letteratura, vengono generalmente riferiti a due distinti effetti:
- Effetto snob: in cui la domanda del consumatore per un determinato bene viene diminuita dal fatto che quel bene venga acquistato da altri consumatori o che questi ne aumentino la quantità domandata.

- Effetto Veblen (da Thorstein Veblen): in cui la domanda del consumatore per un determinato bene cresce, invece di diminuire, al crescere del prezzo perché, indirettamente, il consumatore “ama” il prezzo elevato poiché conferisce esclusività al bene.

La curva di domanda per un bene caratterizzato da esternalità negative di rete pure (cioè il cui consumo è determinato dall'effetto snob) ha una forma iperbolica, caratterizzata da un tratto rilevante di ridotta elasticità rispetto al prezzo, perché alla diminuzione del prezzo non corrispondono aumenti di quantità domandata dal momento che questi sono compensati dalle esternalità negative. Il produttore cioè non avrebbe alcun interesse a diminuire il prezzo perché man mano che, diminuendo il prezzo, acquisisce nuovi consumatori il cui prezzo di riserva è via via più basso, ne perde altrettanti che decidono di abbandonare il prodotto perché ormai troppo diffuso.
La curva di domanda di un bene caratterizzato da “effetto Veblen” – cioè dove la componente ostentativa del consumo è elevata - ha una forma più complessa. In particolare la curva di domanda presenta un tratto in cui la pendenza è positiva, cioè la quantità domandata dai consumatori cresce, invece di diminuire, al crescere del prezzo. Chi acquista quel bene (di estremo lusso) considera infatti il prezzo elevato come una qualità del bene che ne impedisce la diffusione in grandi numeri e, dunque, permette di segnalare il proprio reddito (o la capacità di spesa) con la semplice ostentazione del bene. Thorstein Veblen in La teoria della classe agiata sostiene: “La regola del consumo vistoso trova speciale espressione nell'abbigliamento. Per mettere in evidenza la propria posizione finanziaria esistono altri metodi ma ciò che si spende nell'abbigliamento ha sulla maggior parte degli altri metodi il vantaggio che il nostro vestiario è sempre in evidenza e indica al primo colpo d'occhio la nostra posizione finanziaria a tutti gli osservatori”.

## Strategie dei produttori
La strategia ottimale per dei produttori di beni che godono di esternalità di rete positive è quella di utilizzare l'informazione come veicolo comunicativo e promozionale. Così come le posizioni in classifica modificano il comportamento dei consumatori e, dunque, le classifiche stesse, le descrizioni mediatiche delle mode nelle rubriche “di costume” creano e/o amplificano le mode stesse. Anche il prezzo può essere una variabile chiave. Per questo motivo i produttori potranno praticare prezzi molto bassi quando il prodotto non si è ancora diffuso ed alzarli man mano che le esternalità di rete aumentano l'utilità dei consumatori che acquistano il bene.
Se invece i beni godono di esternalità negative – o di esternalità di rete prima positive e poi negative – la strategia ottimale per un produttore è un po' più complessa. All'inizio si tratta sempre di superare la massa critica, dunque è necessario rendere visibile il nuovo prodotto, ma senza utilizzare la leva del prezzo perché la moda – o meglio i beni “di moda” – possono assumere caratteristiche tali da configurarli come beni di status (ricadendo negli effetti snob e Veblen).
In seguito si tratta di fidelizzare il cliente al marchio ed infine trasferire, attraverso il marchio, l'“esperienza” acquisita dal cliente da un prodotto ad un altro.

## Ciclo di vita tecnologico
Se qualcuna delle tecnologie o compagnie esistenti, il cui successo è in larga base dovuto alle economie di rete, iniziasse a perdere quote di mercato a favore di concorrenti basati su tecnologie innovative o standard aperti, i benefici degli effetti di rete si ridurrebbero per l'incumbent, e aumenterebbero per lo sfidante.  In questo modello, si raggiunge un punto di svolta in cui le economie di rete dello sfidante dominano quelli di chi era in carica, e quest'ultimo è costretto a un rapido declino, mentre lo sfidante prende la sua posizione.

## Lock-in
Le economie di rete sono note per causare lock-in, tra gli esempi più citati sono presenti i prodotti Microsoft e la tastiera QWERTY. Il vendor lock-in può essere ridotto sbloccando lo standard da cui dipendono gli utenti, consentendo la concorrenza tra le implementazioni. Ciò, tuttavia, non attenua il lock-in a livello di settore per lo standard stesso. Infatti, poiché ora ci sono più fornitori che abbassano il prezzo e aumentano la qualità, è probabile che più utenti adottino lo standard, creando in tal modo un maggiore lock-in a livello di settore per lo standard.

## Interoperabilità
L’interoperabilità ha la capacità di ampliare la rete e quindi di aumentarne il valore esterno per i consumatori. L’interoperabilità permette questa espansione aumentando le connessioni potenziali e attraendo poi alla rete nuovi partecipanti. Altri benefici dell’interoperabilità includono una riduzione dell’incertezza, una limitazione del lock-in, commoditization e concorrenza basati sul prezzo.
L’interoperabilità può essere raggiunta tramite la standardizzazione o altre cooperazioni. Le aziende che promuovono l’interoperabilità affrontano tensioni circa il cooperare con i loro concorrenti per aumentare il mercato potenziale per i loro prodotti, e il competere per le quote di mercato.

## Standard aperti e chiusi
Nelle tecnologie dell’informazione e della comunicazione, interfacce e standard aperti sono spesso sviluppati tramite la partecipazione di più aziende e sono in genere pensati per fornire vantaggi reciproci. Ma, nei casi in cui i relativi protocolli di comunicazione o interfacce sono standard chiusi, l’effetto rete può far sì che l’azienda che controlla questi standard raggiunga potere monopolistico. La Microsoft Corporation è ampiamente vista dai professionisti di computer come in grado mantenere il suo monopolio attraverso questi mezzi. Uno dei metodi osservati che Microsoft adotta per portare a proprio vantaggio l’effetto rete è chiamato “Abbraccia, estendi ed estingui”.
Mirabilis è una start-up israeliana che lanciò l’instant messaging (IM) e fu comprata da America Online. Distribuendo gratuitamente il loro prodotto ICQ e impedendo l’interoperabilità tra il loro software client e altri prodotti, sono stati in grado di dominare temporaneamente il mercato dell’instant messaging. Grazie all’effetto rete, i nuovi utenti dell’IM ottenevano molto più valore scegliendo di usare il sistema di Mirabilis (e unendosi alla sua ampia rete di utenti) rispetto a un sistema concorrente. Com’era tipico a quel tempo, la società non ha mai cercato di generare profitti dalla sua posizione dominante prima di vendere l’azienda.

## Esempi

### Scambi finanziari
Borse e derivati sono caratterizzati da effetti di rete. La liquidità di mercato è un fattore determinante dei costi di transazione nella vendita o nell'acquisto di un titolo, come un bid–ask spread esiste tra il prezzo al quale un acquisto può essere fatto, rispetto al prezzo al quale la vendita dello stesso titolo può essere fatta. Come aumenta il numero di compratori e venditori di uno scambio, la liquidità aumenta e i costi di transazione diminuiscono. Questo poi attrae un alto numero di compratori e venditori allo scambio.
Apparentemente, il vantaggio di rete degli scambi finanziari sta nella difficoltà che le startup exchanges hanno nello spostare uno scambio dominante. Per esempio, il Chicago Board of Trade ha mantenuto un predominio schiacciante nel trading di future sui Titoli del Tesoro US nonostante l'avvio del trading Eurex US di future identici. Allo stesso modo, il Chicago Mercantile Exchange ha mantenuto un dominio nel trading di future dei tassi di interesse Eurobond nonostante una sfida da parte di Euronext.Liffe.

### Software
Ci sono effetti di rete molto forti operanti nel mercato dato il largo uso di software per computer. 
Per molte persone che scelgono una suite office, le prime considerazioni includono quanto valore daranno i potenziali datori di lavoro all'aver imparato ad usare una suite office, e quanto bene il software opera in modo integrato con gli altri utenti. Cioè, poiché imparare ad usare una suite office impegna molte ore, gli utenti vogliono investire quel tempo ad imparare ad usarlo per essere più attrattivi verso potenziali datori di lavoro e clienti, ed essere anche capaci di condividere documenti. Allo stesso modo, trovare impiegati che già sanno utilizzare un software può essere un grosso problema per il datore di lavoro che deve decidere quale suite office acquistare o standardizzare.
Nel 2007, Apple ha commercializzato l'iPhone seguito dall'app store. Molte app per iPhone hanno fatto affidamento sull'esistenza di forti effetti di rete. Questo ha permesso al software di crescere in popolarità molto velocemente e di aumentare largamente la base di utenti con un limitato impiego di pubblicità. Il modello di business Freemium si è evoluto per avvantaggiare questi effetti di rete, concedendo una versione gratuita che non limiterà l'adozione o gli eventuali utenti, e quindi addebiterà le funzionalità "premium" come principale fonte di entrata.

### Siti web
Molti siti web traggono benefici da un effetto di rete. Un esempio sono i marketplace online. Infatti, piattaforme come eBay non sarebbero così utili e funzionali se il sistema di aste non fosse così competitivo. Più il numero degli utilizzatori di eBay aumenta, più le aste diventano competitive, innalzando il prezzo delle puntate per aggiudicarsi l'oggetto d'asta. Questo rende più proficuo la vendita su eBay e porta più venditori sulla piattaforma stessa, comportando un abbassamento dei prezzi dovuto ad un aumento dell'offerta che allo stesso tempo viene sempre più diversificata. Essenzialmente, con l'aumento degli utenti i prezzi diminuiscono, aumenta l'offerta e l'utilità percepita.
Gli effetti di rete furono adottati come spiegazione di alcuni business models di fine anni '90 basati prevalentemente sull'attività online (dot-com business model). Queste imprese operarono con la convinzione che quando affiora un nuovo mercato contenente forti effetti di rete, le aziende dovrebbero interessarsi a far crescere le proprie quote di mercato piuttosto di realizzare profitti. Questo perché le quote di mercato determinano quale impresa può fissare degli standard in ambito tecnologico e di marketing e gettare così le basi per una concorrenza futura.
I siti di social network sono ottimi esempi. Più persone si registrano alla piattaforma, più quest'ultima diventa utile per gli utenti.
Alexa  usa una tecnologia che traccia i modelli di navigazione degli utenti, così i risultati relativi ai siti correlati di Alexa migliorano man mano che un numero maggiore di utenti utilizza la tecnologia. La rete di Alexa fa affidamento su un piccolo numero di relazioni con il software del browser, il che rende la rete più vulnerabile alla concorrenza.Inoltre, 
Google ha tentato, invece, di creare un effetto di rete nella sua attività pubblicitaria con il servizio Google AdSense service. Google AdSense pubblica annunci su molti piccoli siti, come i blog, utilizzando la tecnologia di Google per determinare quali annunci sono pertinenti a quali blog. Pertanto, il servizio sembra mirare a fungere da scambio (o rete pubblicitaria) per far corrispondere molti inserzionisti con molti piccoli siti (come i blog). In generale, più blog possono raggiungere Google AdSense, maggiore sarà il numero di inserzionisti che attirerà, rendendola l'opzione più attraente per altri blog e così via, rendendo la rete più preziosa per tutti i partecipanti.
Al contrario, il valore di un sito di notizie è principalmente proporzionale alla qualità degli articoli, non al numero di persone che utilizzano il sito.  Allo stesso modo, la prima generazione di siti di ricerca ha sperimentato un piccolo effetto di rete, in quanto il valore del sito era basato sul valore dei risultati di ricerca. Questo ha permesso a Google di conquistare utenti da Yahoo! senza troppi problemi, una volta che gli utenti ritenevano che i risultati di ricerca di Google fossero superiori. Alcuni analisti avevano erroneamente confuso il valore del marchio Yahoo! (che aumenta man mano che più persone ne sono a conoscenza) per un effetto di rete che protegge la sua attività pubblicitaria.

### Calibratura ferroviaria

Rappresentazione della calibratura ferroviaria dominante di ogni paese.

Ci sono forte effetti di rete nella scelta iniziale dello scartamento e nelle decisioni di conversione dello stesso. Anche quando si posizionano binari isolati non collegati a nessun'altra linea, chi stende i binari di solito sceglie una misura standard in modo da poter utilizzare il materiale rotabile facilmente disponibile. Sebbene alcuni costruttori producano materiale rotabile che può adattarsi a diversi scartamenti ferroviari, la maggior parte dei produttori produce materiale rotabile che funziona solo con uno dei calibri ferroviari standard.